# Concepción Laporta Albors
Concepción Laporta Albors, más conocida como Polín Laporta, (Alcoy, 8 de diciembre de 1920 – Alicante, 3 de mayo de 2004) fue una pintora surrealista española y una de las pintoras alicantinas más importantes de la segunda mitad del siglo XX. Su obra se compone de grabados, pinturas y serigrafías.

## Trayectoria
Desde joven, mostró pasión por el mundo del arte. Se crio en el ambiente de la burguesía alcoyana del primer tercio del siglo XX. Se formó con Marisa Tosset y Daniel Vázquez Díaz especializándose en dibujo, grabado y pintura. Vivió durante una temporada en Madrid y posteriormente regresó a Altea, en Alicante, donde estableció su taller, algo muy inusual para las mujeres artistas de esa época.
Su pintura se alejaba de la realidad, introduciendo aspectos oníricos y líricos. Con el tiempo logró crear un lenguaje estético propio. Su obra es realista y ensoñadora apelando a un sentimiento poético, y se enmarca dentro del realismo lírico. En 1964, expuso en la Galería Fortuny de Madrid, y en el año 1976 expuso en el Ateneo de Madrid. Su primera exposición en el extranjero fue en la Hamiltons Gallery de Londres en 1982. En 2004, se celebró su última exposición en vida en el Palau de Altea.
Su obra estará influenciada por el renacimiento italiano y el movimiento surrealista. Su forma de pintar está enlazada a las pintoras surrealistas Remedios Varo y Maruja Mallo.

## Reconocimientos
Laporta fue premiada como Mejor Trayectoria Profesional y Artística en el Certamen de Pintura Miradas de 2004. Posteriormente, con motivo del centenario de su nacimiento, se celebró en octubre de 2019 una exposición conmemorativa en la Sala Llotja de Sant Jordi en Alcoy.